# كريستين لاكين
كريستين لاكين (بالإنجليزية: Christine Lakin)‏ مواليد 25 يناير 1979 في دالاس، تكساس، الولايات المتحدة، هي ممثلة أمريكية بدأت مسيرتها الفنية عام 1991.

## الأعمال

### أفلام
- عيد الحب (2010 فيلم)

### مسلسلات
- إن سي آي إس (مسلسل)
- فاميلي غاي
- بونز (مسلسل)

## وصلات خارجية
- كريستين لاكين على موقع IMDb (الإنجليزية)
- كريستين لاكين على موقع ميتاكريتيك (الإنجليزية)
- كريستين لاكين على موقع روتن توميتوز (الإنجليزية)
- كريستين لاكين على موقع قاعدة بيانات الأفلام العربية
- كريستين لاكين على موقع ألو سيني (الفرنسية)
- كريستين لاكين على موقع ميوزك برينز (الإنجليزية)
- كريستين لاكين على موقع تيرنر كلاسيك موفيز (الإنجليزية)
- كريستين لاكين على موقع أول موفي (الإنجليزية)
- كريستين لاكين على موقع قاعدة بيانات الأفلام السويدية (السويدية)
- كريستين لاكين على موقع إن إن دي بي (الإنجليزية)

- الموقع الإلكتروني